# Velika Kapela
Velika Kapela planinski je lanac u Hrvatskoj, nalazi se na istoku Gorskog kotara. Proteže se od Gorskoga kotara na zapadu do Male Kapele i Like na istoku, od Ogulinske doline na sjeveru do Vinodolskoga primorja na jugu, a tu se nalazi najuži planinski prag između kontinentalne Panonije i primorskoga Mediterana.

## Klima i reljef
Velika Kapela je planinskim prijevojem Vratnik na jugu odijeljena od Velebita, a na jugoistoku prijevojem Kapela od Male Kapele.
Klimatski tipovi izmjenjuju se od Ogulinske doline na sjeveru (kontinentalna klima), preko središnjega planinskog masiva Bjelolasica (planinska klima), do Vinodolskoga primorja na jugu (mediteranska klima). Padalinā ima u velikim količinama tijekom cijele godine. Najviši vrh gorja – Kula (1534 mnm) – nalazi se na planini Bjelolasici.

## Biljni i životinjski svijet
Na Velikoj Kapeli nalaze se poznati zaštićeni parkovi i krajolici, poznate su Bijele i Samarske stijene, Klek iznad Frankopanskog grada Ogulina itd.
Raznovrsnog biljnog svijeta ogleda se od primorskog raslinja na jugu (Vinodolsko zaleđe), preko Alpskog ili visokoplaninskog raslinja u središnjem dijelu (Bjelolasica) do kontinentalnog raslinja u sjevernom djelu (Ogulinska dolina).
Životinjski svijet je raznolik, od grabežljivaca vukovi, medvjedi, risovi i orlovi, pa do jelena, srna, divljih svinja, tetrijeba i raznih drugih divljih životinja.

## Povijest i gospodarstvo
Velika Kapela dobila je ime po Kapeli (drvenoj katoličkoj Crkvi u planini) na cesti prema planinskom prijevoju blizu Modruša, u povijesti Velika Kapela bila je u posjedu hrvatske plemenite obitelji Frankopana koji su stolovali u Ogulinu podno Kapelskih planina.
Taj se Hrvatski planinski lanac sastoji od niza vrhova i visoravni, ima izrazito razvijen planinski turizam.
Na Mirkovici, jednom od vrhova između Vrbovskoga i Jasenka, nalazi se Radiotelevizijski odašiljač Mirkovica.